# Едгар Дега
Илер Жермен Едгар де Га (на френски: Hilaire Germain Edgar de Gas – Илер Жермен Едгар дьо Га), или Едгар Дега (Edgar Degas – Едгар Дьога), е френски живописец, график и скулптор, един от най-видните представители на импресионизма.

## Биография
Дега е роден на 19 юли 1834 г. в Париж в аристократичното семейство на Огюст де Га и Селестин Мюсон. Баща му бил банкер, а майка му принадлежала към френско семейство, което се установило в САЩ. Той бил най-голямото от пет деца. На 13-годишна възраст Дега губи майка си и това е сериозен удар за него. По-късно, под влияние на новите социални идеи той променя фамилията си от де Га на по-малко аристократичното Дега.

### Ранен период
Желанието му да рисува се проявило още в детството му. В периода 1845 - 1852 учи в лицея „Лудвиг Велики“. Баща му иска той да стане юрист и през 1853 Дега учи в юридическия факултет на Парижкия университет, но няма особено желание да се занимава с право, а и доброто материално състояние на семейството му позволява той да се занимава с живопис без да се притеснява за препитанието си.
През 1855 г. се записва в Школата за изящни изкуства в класа на Луис Ламот, но намира курса му за много безполезен. През 1856 г. неочаквано за всички той зарязва учението и заминава за Италия. В този период негов кумир е Веронезе. Дега пътува из Европа, за да изучи платната на Дюрер, Рембранд и Гоя.
Едгар изучавал творбите на големите майстори в живописта в Лувъра. Той посещава няколко пъти Италия, където има роднини по бащина линия и има възможност да се запознае с шедьоврите на италианските ренесансови майстори. Особен интерес у него предизвикват платната на Белини и Джото. Въпреки стремежа си да познава класиците обаче, Дега не се стреми да следва класическия шаблон. Неговите фигури са малко ъгловати, движенията им резки, а формите - далеч от съвършените.
През 1860 той открива свое студио в Париж. Рисува поркакто, както и много исторически сюжети, които са особено популярни теми сред клиентите на художниците по това време. Към този период се отнася и знаменития му автопортрет с цилиндър и ръкавици. Бързо се установява в арт средите в Париж, като не изпитва финансовите затруднения на своите съвременници. През 1866 изоставя историческите сюжети. В началото на 60-те, по време на едно негово посещение в Нормандия, Дега е очарован от конете и те се превръщат в една от неговите любими теми, заедно с балета.

### Импресионист
През 1861 г. Дега се запознава с Мане и приятелството им продължава до смъртта на Мане, прекъсвано от чести свади. Младите творци, чиито творби са отхвърлени от журито на Парижкия салон (1863) – Моне, Реноар, Сисле, Фредерик Базил и др. се обединяват около Мане и Дега и по-късно стават известни като импресионисти. Мане и Дега рисуват конни състезания.

### Френско-пруската война
През 1870 г. вълната на френско-пруската война стига до Париж. Също както и Мане, Дега се записва доброволец в армията. Служи в пехотата и артилерията. По време на войната се простудява и губи част от зрението си.
След края на войната Дега отива във Великобритания, а после посещава и САЩ, където има роднини по майчина линия.
През 1873 г. се връща в Париж. За него настъпват тежки времена. Умира баща му и цялото му наследство отива за покриване на дълговете. Едгар вече сериозно се замисля над идеята да излага платната си за продажба. В това време Мане решава да реализира идеята на покойния вече Базил и да организира обща изложба на творците от кръга на Мане и Дега. Така на 15 април 1874 под името „Анонимно дружество на художници живописци, скулптори, графици и др.“ се открива първата изложба на импресионистите.
Към 1882 г. зрението му се влошава рязко. Проблеми с него той е имал още в армията. Дега се ориентира към пастелни техники, а после и към скулптура, тъй като не изискват такова добро зрение. Трябва да се отбележи, че Дега е практически универсален художник, не само от гледна точка на жанра, а и откъм техниката, с която изпълнява творбите си.

### Последни години
Почти 10 години преди смъртта си Дега практически спира да рисува. Картините му се продават за баснословни за онова време цени.
Едгар Дега умира на 27 септември 1917 г. в Париж на 83 години като признат художник, който се счита за един от най-оригиналните и ярки творци на импресионизма. Погребан е в гробището Монмартър в Париж. Оставя след себе си повече от 2000 пастелни и маслени картини, акварели, както и повече от 150 скулптури.